# Elias Xitavhudzi
 (août 2008).
Si vous disposez d'ouvrages ou d'articles de référence ou si vous connaissez des sites web de qualité traitant du thème abordé ici, merci de compléter l'article en donnant les références utiles à sa vérifiabilité et en les liant à la section « Notes et références ».
Elias Xitavhudzi est un tueur en série qui a assassiné 16 personnes à Atteridgeville, Afrique du Sud, dans les années 1950. Visant seulement les femmes blanches dans une communauté strictement séparée, sa série de massacres a causé un choc énorme. Avant sa capture, il a acquis le surnom de « Pangaman », panga étant un mot local pour la machette avec laquelle il a mutilé ses victimes.
Après son arrestation, il a été immédiatement condamné à mort et exécuté. Cependant, Xitavhudzi était seulement le deuxième dans une série d'au moins une demi-douzaine de tueurs en série à avoir infesté la banlieue noire d'Atteridgeville.